# 丹巴德縣

丹巴德县在贾坎德邦的位置

丹巴德縣（Dhanbad）是印度的一個縣，位於該國東部，由賈坎德邦負責管轄，面積2,075平方公里，每年平均降雨量1,300毫米，識字率為75.71%，2011年人口2,682,662，人口密度每平方公里1,293人。首府为丹巴德。该县成立于1956年。

## 人口
据2011年统计，该县人口为2684487人，其中1162472居住在首府丹巴德。该县城镇人口为1560394人（占全县人口的58.13%）。

### 语言
据2011年统计，全县26.80%的人口使用印地语做为第一语言，25.20%的人口使用科尔塔语，17.95%的人口使用孟加拉语，8.47%使用乌尔都语，7.24%使用桑塔利语，5.19%操摩揭陀语，4.46%操博杰普尔语，1.44%操库马利语。
丹巴德县语言使用情况（2011年统计）

### 宗教
该县印度教徒明显占多数。不过，该县也有大量的穆斯林少数民族。少数人信奉传统宗教和基督教。据2011年统计，该县印度教徒为2149480人，占全县人口的80.07%，穆斯林有431762人，占全县人口的16.08%。基督教人口为11243人，占全县人口的0.42%。

## 经济
该县以煤炭工业及其附属工业为主。其首府丹巴德有“印度煤都”之称。

## 外部連結
- Official district government website（页面存档备份，存于）
- Dhanbad Portal（页面存档备份，存于）
- （页面存档备份，存于） list of places in Dhanbad

23°47′24″N 86°25′48″E / 23.79000°N 86.43000°E